# سيغفريد ساسون
سيغفريد لورين ساسون (بالإنجليزية: Siegfried Loraine Sassoon) (8 سبتمبر 1886 - 1 سبتمبر 1967)، حاصل على رتبة الإمبراطورية البريطانية والصليب العسكري، وشاعر وكاتب وجندي إنجليزي. عُرف ساسون بشجاعته أثناء مشاركته في الجبهة الغربية خلال الحرب العالمية الأولى، وكان أحد الشعراء المتميزين في الحرب العالمية الأولى. وصف شعره فظائع الخنادق، وسخر من الادعاءات الوطنية لأولئك الذين، من وجهة نظر ساسون، كانوا مسؤولين عن حرب تدعمها الجينغوبية. كان ساسون نقطة محورية للمعارضة داخل القوات المسلحة، إذ احتج بمفرده على استمرار الحرب في مقاله (تصريح جندي) (Soldier's Declaration) لعام 1917، وبلغت ذروة معارضته بعد دخوله إلى مستشفى الطب النفسي العسكري؛ أدى هذا إلى تكوين صداقة مع ويلفريد أوين، الذي تأثر به كثيرًا. اكتسب ساسون لاحقًا شهرة كبيرة بسبب أعماله النثرية، ولا سيما سيرته الذاتية الخيالية المكونة من ثلاثة مجلدات، والمعروفة مجتمعة باسم (ثلاثية شيرستون) (Sherston trilogy).

## أولى سنوات حياته
وُلد سيغفريد ساسون لأب يهودي وأم أنجلو كاثوليكية، وعاش وترعرع في القصر القوطي الجديد المسمى «ويرلي» (بعد باني القصر، هاريسون وير)، في ماتفيلد، كينت. كان والده، ألفريد إيزرا ساسون (1861-1895)، نجل ساسون ديفيد ساسون، عضوًا في عائلة بغدادي اليهودية الثرية والمعروفة بالتجارة المزدهرة. حُرم ألفريد من الميراث لزواجه بامرأة غير يهودية. تنتمي والدة سيغفريد، تيريزا، إلى عائلة ثورنيكروفت، النحاتين المسؤولين عن العديد من التماثيل الأكثر شهرة في لندن - كان شقيقها السير هامو ثورنيكروفت. لم تكن لعائلة سيغفريد أصول ألمانية. أطلقت عليه والدته اسم سيغفريد بسبب حبها لأوبرا ريتشارد فاغنر. كان اسمه الأوسط، لورين، وهو لقب رجل دين كانت تيريزا صديقة معه.
كان سيغفريد الثاني من بين ثلاثة أبناء، وكان أخواته مايكل وهامو. انفصل والداه عندما كان يبلغ أربع سنوات من العمر. خلال زيارات والده الأسبوعية لأبنائه، لم تُخرج تيريزا من غرفة الرسم وأحكمت غلق الباب. توفي ألفريد ساسون في عام 1895 بمرض السل.
تلقى ساسون تعليمه في مدرسة نيو بيكون، سيفينواكس، كنت، ثم في كلية مارلبوروغ، ويلتشير، وأخيرًا في كلية كلير، كامبريدج، التي درس فيها التاريخ من 1905 إلى 1907. لم يحصل على شهادة من كامبريدج وأمضى السنوات القليلة التالية في الصيد ولعب الكريكيت وكتابة بيوت الشعر: كان بعض ما نشره خاصًا وسريًا. نظرًا لحرمان والده من ثروة ساسون بسبب زواجه من غير يهودية، كان لسيغفريد دخل خاص صغير سمح له بالعيش بشكل متواضع دون الحاجة إلى العمل لكسب لقمة عيشه (ومع ذلك، تركت له عمته راشيل بير بعد موتها، مبلغًا سخيًا، ما سمح له بشراء منزل هيتسبري الكبير في ويلتشير). كانت مجموعة قصائد دافودل القاتل The Daffodil Murderer (1913)، أول كتاب ناجح يُنشر لسيغفريد، وهو محاكاة ساخرة لجون ماسفيلد في قصيدة الرحمة الأبدية The Everlasting Mercy. يصف روبرت غريفز، في وداعًا لكل ذلك Good-Bye to All That، بأنها «محاكاة ساخرة لماسفيلد التي، نسيت في منتصف الطريق، أن تكون محاكاة ساخرة وتحولت إلى نسخة جيدة إلى حد ما من ماسفيلد».

## روابط خارجية
- سيغفريد ساسون على موقع الموسوعة البريطانية (الإنجليزية)
- سيغفريد ساسون على موقع ميوزك برينز (الإنجليزية)
- سيغفريد ساسون على موقع إن إن دي بي (الإنجليزية)
- سيغفريد ساسون على موقع ديسكوغز (الإنجليزية)